# Lijst van voetbalinterlands Letland - Rusland
Deze lijst van voetbalinterlands is een overzicht van alle officiële voetbalwedstrijden tussen de nationale teams van Letland en Rusland. De voormalige Sovjet-republieken speelden tot op heden vier keer tegen elkaar. De eerste ontmoeting, een vriendschappelijke wedstrijd, werd gespeeld in Riga op 14 november 2001. Het laatste duel, eveneens een vriendschappelijke wedstrijd, vond plaats op 16 augustus 2006 in Moskou.

## Wedstrijden
| № | Plaats          | Datum            | Competitie           | Wedstrijd         | Uitslag |
| - | --------------- | ---------------- | -------------------- | ----------------- | ------- |
| 1 | Riga            | 14 november 2001 | Vriendschappelijk    | Letland – Rusland | 1 – 3   |
| 2 | Sint-Petersburg | 4 juni 2005      | WK 2006 kwalificatie | Rusland – Letland | 2 – 0   |
| 3 | Riga            | 17 augustus 2005 | WK 2006 kwalificatie | Letland – Rusland | 1 – 1   |
| 4 | Moskou          | 16 augustus 2006 | Vriendschappelijk    | Rusland – Letland | 1 – 0   |

## Samenvatting
| Competitie        | Totaal gespeeld | Winst Letland | Gelijk | Winst Rusland | Doelsaldo Letland – Rusland |
| ----------------- | --------------- | ------------- | ------ | ------------- | --------------------------- |
| WK-kwalificatie   | 2               | 0             | 1      | 1             | 1 − 3                       |
| Vriendschappelijk | 2               | 0             | 0      | 2             | 1 − 4                       |
| Totaal            | 4               | 0             | 1      | 3             | 2 − 7                       |

## Details

### Eerste ontmoeting
| Letland                | 1 – 3 | Rusland                                                      |
| Vitālijs Astafjevs 89' | goals | 8' Dmitri Chochlov 48' Dmitri Alenitsjev 81' Aleksandr Panov |

LFF · A-internationals · Bondscoaches · Statistieken · Lets vrouwenelftal · Olympisch elftal · Letland U21 · Letland U20 · Letland U19 · Letland U18 · Letland U17 · Letland U16
1922 – 1929 ·
1930 – 1940 ·
1950 – 1989 · 
1990 – 1999 ·
2000 – 2009 ·
2010 – 2019 ·
2020 – 2029
EK 1996 · 
EK 2000 · 
EK 2004 · 
EK 2008 · 
EK 2012
WK 1994 · 
WK 1998 · 
WK 2002 · 
WK 2006 · 
WK 2010 · 
WK 2014
OS 1924
1922 · 
1923 · 
1924 · 
1925 · 
1926 · 
1927 · 
1928 · 
1929 · 
1930 · 
1931 · 
1932 · 
1933 · 
1934 · 
1935 · 
1936 · 
1937 · 
1938 · 
1939 · 
1940 · 
1941 · 
1942 · 
1943 · 1944 · 
1945 · 
1946 · 
1947 · 
1948 · 
1949 · 
1950 – 1990 · 
1991 · 
1992 · 
1993 · 
1994 · 
1995 · 
1996 · 
1997 · 
1998 · 
1999 · 
2000 · 
2001 · 
2002 · 
2003 · 
2004 · 
2005 · 
2006 · 
2007 · 
2008 · 
2009 · 
2010 · 
2011 · 
2012 · 
2013 · 
2014 · 
2015 · 
2016 · 
2017 ·
2018 ·
2019 ·
2020 ·
2021 ·
2022
Albanië ·
Andorra ·
Angola ·
Armenië ·
Azerbeidzjan ·
Bahrein ·
België ·
Bolivia ·
Bosnië en Herzegovina ·
Brazilië ·
Bulgarije ·
China ·
Cyprus ·
Denemarken ·
Duitsland ·
Engeland ·
Estland ·
Faeröer · 
Finland ·
Frankrijk ·
Georgië ·
Ghana ·
Gibraltar ·
Griekenland ·
Honduras ·
Hongarije ·
Ierland ·
IJsland ·
Israël ·
Japan ·
Kazachstan ·
Koeweit ·
Kosovo ·
Kroatië ·
Liechtenstein ·
Litouwen ·
Luxemburg ·
Malta ·
Moldavië ·
Montenegro ·
Nederland ·
Noord-Ierland ·
Noord-Korea ·
Noord-Macedonië ·
Noorwegen ·
Oekraïne ·
Oezbekistan · 
Oman ·
Oostenrijk ·
Polen ·
Portugal ·
Qatar ·
Roemenië · 
Rusland ·
San Marino ·
Saoedi-Arabië ·
Schotland ·
Slovenië ·
Slowakije ·
Spanje ·
Thailand ·
Tsjechië ·
Tunesië ·
Turkije ·
Verenigde Staten ·
Wales ·
Wit-Rusland ·
Zuid-Korea ·
Zweden ·
Zwitserland
RFS · A-internationals · Bondscoaches · Selecties · Statistieken · Russisch vrouwenelftal · Rusland U21 · Rusland U20 · Rusland U19 · Rusland U18 · Rusland U17 · Rusland U16
1912 – 1914 · 
1992 – 1999 · 
2000 – 2009 · 
2010 – 2019 ·
2020 − 2029
EK 1992** · 
EK 1996 · 
EK 2004 · 
EK 2008 · 
EK 2012 · 
EK 2016 · 
EK 2020
WK 1994 · 
WK 1998 · 
WK 2002 · 
WK 2006 · 
WK 2010 · 
WK 2014 · 
WK 2018
OS 1912
1912 · 
1913 · 
1914 · 
1915–1991 · 
1992 · 
1993 · 
1994 · 
1995 · 
1996 · 
1997 · 
1998 · 
1999 · 
2000 · 
2001 · 
2002 · 
2003 · 
2004 · 
2005 · 
2006 · 
2007 · 
2008 · 
2009 · 
2010 · 
2011 · 
2012 · 
2013 · 
2014 · 
2015 · 
2016 · 
2017 · 
2018 ·
2019 ·
2020 ·
2021 ·
2022 ·
2023 ·
2024 ·
2025
Albanië ·
Algerije ·
Andorra · 
Argentinië ·
Armenië · 
Azerbeidzjan · 
België ·
Bolivia · 
Brazilië ·
Brunei ·
Bulgarije · 
Chili ·
Costa Rica ·
Cuba ·
Cyprus · 
Denemarken · 
Duitsland · 
Egypte ·
Engeland ·
El Salvador ·
Estland · 
Faeröer · 
 Finland · 
Frankrijk · 
Georgië · 
Ghana ·
Grenada ·
Griekenland · 
Hongarije ·
Ierland ·
IJsland ·
Irak ·
Iran ·
Israël · 
Italië ·
Ivoorkust ·
Japan ·
Joegoslavië ·
Kameroen ·
Kazachstan ·
Kenia ·
Kirgizië ·
Kroatië · 
Letland · 
Liechtenstein · 
Litouwen · 
Luxemburg ·  
Malta ·
Marokko · 
Mexico · 
Moldavië · 
Montenegro · 
Nederland · 
Nieuw-Zeeland ·
Noord-Ierland · 
Noord-Macedonië ·
Noorwegen · 
Oekraïne · 
Oezbekistan ·
Oostenrijk · 
Polen ·
Portugal ·
Qatar · 
Roemenië · 
San Marino · 
Saoedi-Arabië · 
Schotland · 
Servië · 
Slovenië · 
Slowakije · 
Spanje · 
Syrië ·
Tadzjikistan ·
Tsjechië · 
Tunesië ·
Turkije ·
Uruguay · 
Verenigde Arabische Emiraten · 
Verenigde Staten ·
Vietnam  ·
Wales · 
Wit-Rusland ·
Zambia · 
Zuid-Korea · 
Zweden · 
Zwitserland
Algerije (2014) · 
België (2014) · 
België (2021) · 
Denemarken (2021) ·
Egypte (2018) ·
Engeland (2016) ·
Finland (2021) ·
Griekenland (2008) ·
Griekenland (2012) ·
Kroatië (2018) ·
Nederland (2008) ·
Polen (2012) ·
Saoedi-Arabië (2018) ·
Slowakije (2016) ·
Spanje (2008, groepsfase) ·
Spanje (2008, halve finale) ·
Spanje (2018) ·
Tsjechië (2012) ·
Uruguay (2018) ·
Wales (2016) ·
Zuid-Korea (2014) ·
Zweden (2008)
** = Onder de naam Gemenebest van Onafhankelijke Staten